# Близько до серця
«Близько до серця» (англ. Up Close and Personal) — американський художній фільм 1996 року, знятий режисером Джоном Евнетом. У головних ролях — Роберт Редфорд і Мішель Пфайффер.

## Сюжет
Початківець, ведуча новин Таллі Етвотер (Мішель Пфайффер) записує демозапис вигаданої історії, і її бере на роботу керівник телекомпанії в Маямі Воррен Джастіс (Роберт Редфорд). Хоча Таллі бракує досвіду та майстерності, Воррен бачить у ній потенціал і дає їй шанс, доручаючи їй нелегкі завдання, щоб розвинути її талант. Після вдало зробленого сюжету в новинах про двох іммігрантів, які потонули біля берегів Маямі-Біч, Таллі і Воррен зав'язують ще тіснішу дружбу між наставницею та підопічною, основану на взаємній повазі та сильній пристрасті. Напередодні Нового року Таллі розповідає про першу місцеву дитину року засудженого злочинця Фернандо Баттанди. У прямому ефірі між Таллі та ведучим відбувається гаряча суперечка через думку, що вона працює лише тому, що є «протеже» Воррена.
Таллі зустрічається з агентом з пошуку талантів Бакі Террановою, який пропонує їй посаду репортера у Філадельфії. Через майбутній від'їзд Таллі вирішує зізнатися у своїх почуттях до Воррена. Перед переїздом Таллі вони проводять час разом на Флорида-Кіс.
На новій посаді Таллі доводилося нелегко через вороже ставлення досвідченої репортерки Марсії Мак-Грат, яка ревно захищає свою позицію головного репортера — і починає втрачати харизму, яка подобалась Бакі. На прохання Бакі та через прихильність до Таллі, Воррен відвідує її у Філадельфії. Він допомагає, вказавши на помилки, яких Таллі припустилася: намагалась наслідувати Марсію замість того, щоб бути собою. Підбадьорена Ворреном, Таллі застосовує свої стандарти. Згодом Марсія приймає пропозицію від радіостанції в Цинциннаті, залишивши посаду Таллі. Таллі просить Воррена одружитися з нею і переїхати до Філадельфії. Під час медового місяця у них з'являється ідея сюжету, який розповідає про «один день з життя» Фернандо, переведеного до філадельфійської в'язниці. Водночас розкривається передісторія Воррена, який намагається знайти роботу, щоб залишатися поруч із Таллі.
Під час знімання сюжету у в'язниці відбувається тюремний бунт. Таллі та її оператора Неда Джексона беруть у заручники. Таллі висвітлює цю неспокійну і новаторську історію з тюремних стін, а Воррен спостерігає і допомагає у її першому національному ефірі. Воррен бачить у неї неабиякий потенціал. Виявлена врівноваженість і хоробрість допомагає їй отримати посаду ведучої вечірнього ефіру на національному телеканалі IBS News. Воррену здається, що в Панамі розвиваються події, які він хотів би висвітлювати. На прощальній вечірці на вокзалі Філадельфії повідомляють, що Воррена та його знімальну групу обстріляли після репортажу і він загинув.

## У ролях
| Актор           | Роль            |
| --------------- | --------------- |
| Роберт Редфорд  | Воррен Джастіс  |
| Мішель Пфайффер | Саллі           |
| Стокард Ченнінг | Марсія Мак-Грат |
| Джо Мантенья    | Бакі Терранова  |
| Кейт Нелліган   | Джоанна Кеннелі |
| Гленн Пламмер   | Нед Джексон     |
| Джеймс Ребгорн  | Джон Меріно     |
| Джеймс Карен    | Том Орр         |

## Адаптація
Навесні 1988 року Джон Грегорі Данн і Джоан Дідіон почали писати сценарій фільму «Золота дівчинка», основаного на біографії Аланни Неш, покійної ведучої та репортерки NBC News Джессіки Савітч (Jessica Savitch), який фінансувала компанія Волта Діснея. Фільм вийшов на екрани 1996 року під назвою «Близько до серця» без найбільш суперечливих подробиць життя Савітч, включно з її ймовірними проблемами зі зловживанням наркотиками, які, можливо, стали причиною незв'язного випуску новин у прямому ефірі на національному телебаченні на початку жовтня 1983 року. Серед інших деталей, опущених у фільмі, — самогубство другого чоловіка Савітч через кілька місяців після їхнього весілля, її ймовірна бісексуальність, спроби самогубства та фізичне насильство з боку її давнього партнера режисера новин Рона Кершоу, який став праобрзом персонажа Воррена Джастіса. Смерть Савітч у 36 років в автомобільній аварії (не пов'язаній з наркотиками чи алкоголем) також не увійшла до сценарію.
За словами Данна, який описав свій досвід спілкування зі студійними керівниками у книзі «Монстр: Життя поза великим екраном» (Monster: Living Off the Big Screen), більшість цих змін було зроблено для того, щоб звернутися до ширшого мейнстримного ринку. Продюсер Скотт Рудін, як повідомляється, на запитання втомленого Данна, про що мав бути фільм, відповів: «Про двох кінозірок».

## Створення фільму

### Виробництво
Зйомки фільму проходили в Флориді, зокрема в Голмсберзькій тюрмі.

### Знімальна група
- Кінорежисер — Джон Евнет
- Сценаристи — Джоан Дідіон, Джон Грегорі Данн
- Кінопродюсери — Джордан Кернер, Девід Ніксей
- Композитор — Томас Ньюман
- Кінооператор — Карл Вальтер Лінденлауб
- Кіномонтаж — Дебра Ніл-Фішер
- Художник-постановник — Джеремі Конвей
- Артдиректор — Марк В. Менсбрідж, Брюс Алан Міллер
- Художник-декоратор — Доррі Купер
- Художник-костюмер — Альберт Вольскі
- Підбір акторів — Девід Рубін[8]

## Сприйняття
Фільм отримав змішані відгуки. На сайті Rotten Tomatoes оцінка стрічки становить 31 % на основі 35 відгуків від критиків (середня оцінка 5,0/10) і 66 % від глядачів із середньою оцінкою 3,7/5 (16 513 голосів). Фільму зарахований «гнилий помідор» від кінокритиків та «попкорн» від глядачів, Internet Movie Database — 6,1/10 (12 755 голосів).
Критики здебільшого висміювали сценарій за маленьку схожість з біографії Джессіки Савітч, яка мала надихнути на створення фільму. Роджер Еберт у «Chicago Sun-Times» писав: «Близько до серця» настільки відрізняється від біографії Савітч, що якби Дідіон і Данн зберегли свій перший варіант сценарію, вони, ймовірно, змогли б продати його як зовсім інший фільм". Аніта Гейтс у «Нью-Йорк таймс» писала, що «все це більше схоже на „Народження зірки“, ніж на „Телемережу“». Леонард Кладі у «Вараєті» описав його так: «„Зірка народилася“ разом із „Якими ми були“, і хоча вибагливі глядачі будуть крутити носом, народні маси схильні прийняти цей безсоромно сентиментальний роман і відправити його в стратосферу касових зборів».
Дессон Гоу у «Вашингтон пост» вкрай негативно відгукнувся про фільм: «Близько до серця», «запропонований» як біографія Джессіки Савітч «Золота дівчинка: Історія Джессіки Савітч», починається з обіцянки… але потім кохання проривається, як стрічка поганих новин, і наші закохані під шатром піддаються одному з тих нестерпних монтажів. Поки безглузда рок-балада накриває все, що відбувається, звуковою сентиментальністю, М'які губки (Мішель Пфайффер) і Диванний чоловік (Роберт Редфорд) гуляють разом, сміються разом, бавляться одягненими у хвилях — і все в такому дусі….. У цьому фільмі керівники мереж, які повністю залежать від фокус-груп, маркетингу та рекламодавців у своїх рішеннях, зображені як моральні погані хлопці, в той час, як Редфорд і молода Пфайффер є втіленням доброчесності… А той факт, що це виробництво Touchstone Pictures — частини одержимої маркетингом імперії Діснея, яка щойно придбала ABC, — занадто весела іронія, щоб її ігнорувати". «Time Out» назвав його «слизьким травнево-грудневим романом, замаскованим під смертельно серйозний фільм про проблеми… Висушена вибілена білявка у прісних веселощах».
Однак деякі критики стверджували, що фільм мав свої переваги. Мік Ласалль у «San Francisco Chronicle» писав: «Сам по собі, „Близько до серця“ — чудовий фільм. Два зіркові образи зустрічаються і підсилюють один одного. Редфорд, як завжди, грає суворого, відкритого, безкомпромісного чоловіка з непохитною чесністю, який випадково очолює новини на станції в Маямі. Пфайффер, як завжди, розкішна, гарненька, витрішкувата і набагато сильніша та розумніша, ніж має вигляд». Роджер Еберт дав фільму три з чотирьох зірок, стверджуючи, що «велика спокуса висміяти кліше та мелодраму у „Близько до серця“, але фільм, безперечно, відпрацьовує як те, чим він є насправді — історією кохання». Журнал «Вараєті» високо оцінив «хімію» Мішель Пфайффер і Роберта Редфорда, а також «смачні та короткі зіркові повороти» Стокарда Ченнінга, Кейт Нелліган і Ноубла Віллінгема, дійшовши висновку, що фільм не був «настільки ж досконалим, як його натхненник, але, на жаль, це найкраще, що Голлівуд може запропонувати в жанрі комедії, що зачіпає за живе».

### Номінації та нагороди
| Нагороди та номінації фільму «Близько до серця» | Нагороди та номінації фільму «Близько до серця» | Нагороди та номінації фільму «Близько до серця»                               | Нагороди та номінації фільму «Близько до серця» | Нагороди та номінації фільму «Близько до серця» | Нагороди та номінації фільму «Близько до серця» |
| Рік                                             | Кінофестиваль/кінопремія                        | Категорія/нагорода                                                            | Номінант                                        | Результат                                       |                                                 |
| ----------------------------------------------- | ----------------------------------------------- | ----------------------------------------------------------------------------- | ----------------------------------------------- | ----------------------------------------------- | ----------------------------------------------- |
| 1997                                            | «Оскар»                                         | Найкраща пісня                                                                | Даян Уоррен                                     | Номінація                                       |                                                 |
| 1997                                            | «Золотий глобус»                                | Найкраща пісня                                                                | Даян Уоррен                                     | Номінація                                       |                                                 |
| 1997                                            | «Греммі»                                        | Найкраща пісня, написана для кіно, телебачення або іншого візуального подання | Даян Уоррен                                     | Перемога                                        |                                                 |